# Katsunobu Oide
Katsunobu Oide (jap. 生出 勝宣, Oide Katsunobu; * 1952 in der Präfektur Tokio)  ist ein japanischer Physiker, der sich mit Teilchenbeschleunigern beschäftigt.
Oide baute als Schüler um 1967 mit Freunden einen Computer aus Relais, die er von seinem Vater hatte, der bei der japanischen Telefongesellschaft arbeitete. Er studierte an der Universität Tokio, wo er 1975 seinen Bachelor und 1977 seinen Master-Abschluss in Physik machte. 1980 wurde er dort über Gravitationswellenexperimente promoviert. Ab 1981 war er in der Beschleunigerabteilung des KEK in Tsukuba, wo er den Rest seiner Karriere blieb.
Anfangs war er an der Entwicklung des TRISTAN Beschleunigers (ein 30 GeV Elektron-Positron Collider, die erste japanische Großbeschleuniger-Anlage) beteiligt. Danach entwickelte er Computer-Codes für die Berechnung der Endstufen-Fokussierung in Linearbeschleunigern und war in diesem Zusammenhang auch 1988/89 am SLAC. In den 1990er Jahren war er an der Beschleunigerentwicklung für die B-Mesonenfabrik am KEK (KEKB) beteiligt, ab 1997 als Leiter. KEKB ist ein asymmetrischer Elektron-Positron Collider mit zwei Ringen jeweils für Elektronen (Energie 8 GeV) und Positronen (Energie 3,5 GeV). An ihm wurde das Belle-Experiment ausgeführt.
2004 erhielt er den Robert R. Wilson Prize. 1989 erhielt er den Nishikawa-Preis für seine Forschung zur Messung der finalen Konvergenz bei Linearbeschleunigern, 2001 gemeinsam mit Fumihiko Takasaki den Nishina-Preis für die Entdeckung der CP-Verletzung beim B-Mesonenzerfall und 2002 gemeinsam mit Shin’ichi Kurokawa und Atsushi Enomoto den Suwa-Preis für die Realisierung von Hoch-Luminosität am KEKB. 2023 wurde Oide mit dem Rolf-Wideröe-Preis der European Physical Society ausgezeichnet.